# Semomesia geminus
Semomesia geminus är en fjärilsart som beskrevs av Fabricius 1791. Semomesia geminus ingår i släktet Semomesia och familjen Riodinidae. Inga underarter finns listade i Catalogue of Life.

## Bildgalleri

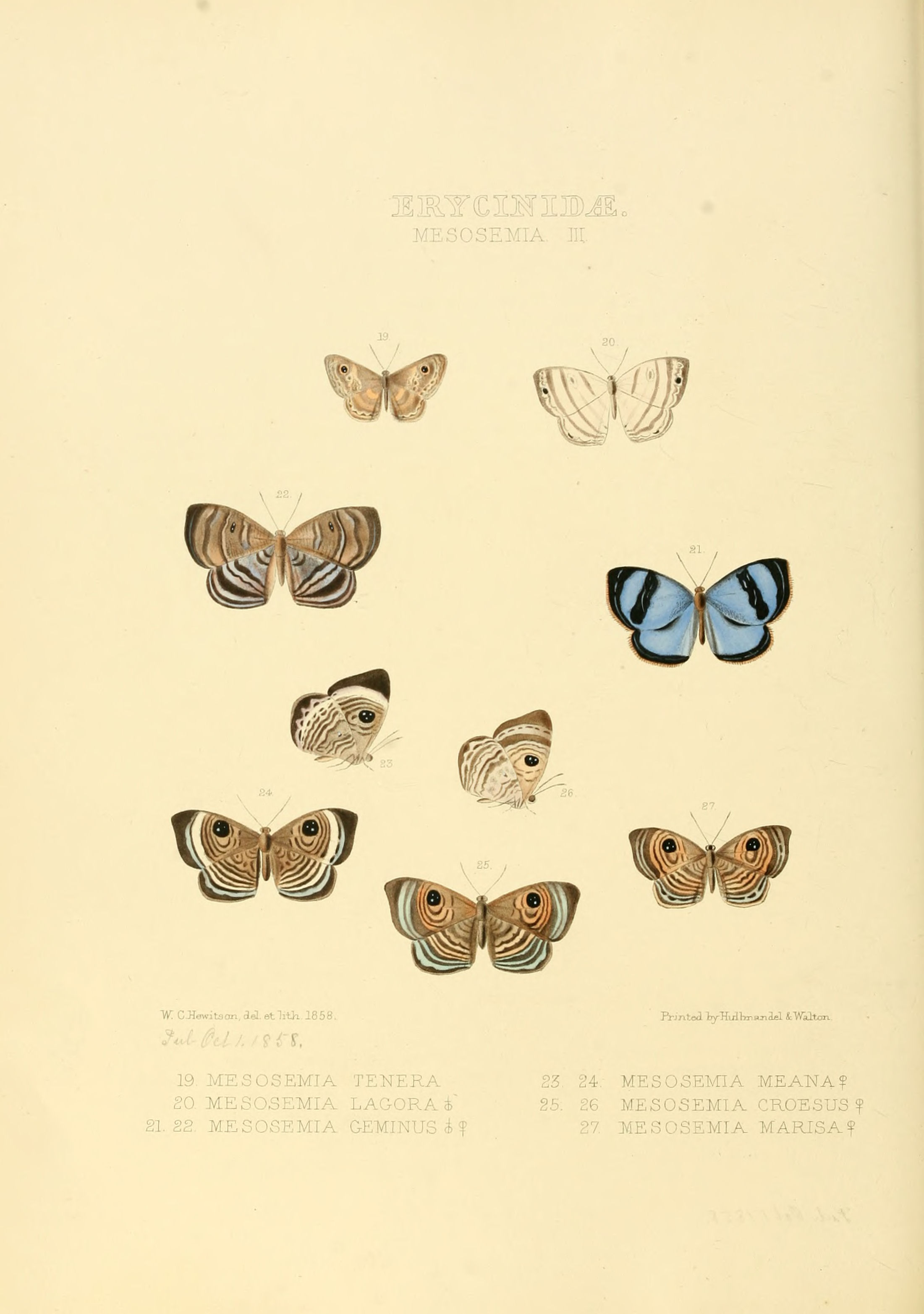